# Túnel Emisor Oriente
Der Túnel Emisor Oriente ist ein 63 km langer Abwassertunnel in Mexiko. Er führt von Mexiko-Stadt nach Nordosten in den Bundesstaat Hidalgo und soll maximal 150 m3·s−1 Abwasser abführen.
Mexiko-Stadt wurde auf dem trockengelegten Texcoco-See errichtet. In den letzten 100 Jahren hat sich die Stadt aufgrund von Grundwasserentnahme um bis zu 12 m abgesenkt. Der 1975 erbaute Hauptabwassersammler „Emisor Central“ und der „Gran Canal“ aus dem Jahr 1900 verlieren durch das Absinken an Gefälle, wodurch sie ihre ursprünglich geplante Kapazität nicht mehr erreichen.

## Bau
2008 begann die nationale Wasserkommission (CONAGUA) des mexikanischen Umwelt-Ministeriums mit dem Bau. Der Túnel Emisor Oriente hat einen Innendurchmesser von 7 m und wurde mit drei Tunnelbohrmaschinen der Firma Herrenknecht mit 8,7 und 8,89 m Schilddurchmesser aufgefahren. Die Bauzeit war ursprünglich auf fünf Jahre veranschlagt, doch der wechselnde Untergrund verzögerte das Vorankommen. Eine Tunnelbohrmaschine wurde beschädigt, als sie auf flache Steinplatten stieß. Im März 2019 wurde der Zielschacht erreicht. Das Tunnelsystem gliedert sich in 24 Einströmkanäle, die zwischen 150 und 200 Meter tief sind, sowie den Abwassertunnel Ost, der sich in sechs Abschnitten über eine Länge von 63 Kilometern erstreckt. Es wurden 142.226 Tonnen Stahl und 1,3 Millionen Kubikmeter Beton verbaut, sowie 4,7 Millionen Kubikmeter Material ausgehoben und mehr als 4.000 Menschen arbeiteten jeden Monat rund um die Uhr.